# Elecciones municipales de 2007 en Pamplona
Las elecciones municipales de 2007 se celebraron en Pamplona el domingo 27 de mayo, de acuerdo con el Real Decreto de convocatoria de elecciones locales en España dispuesto el 2 de abril de 2007 y publicado en el Boletín Oficial del Estado el día 3 de abril.
Se eligieron los 27 concejales del pleno del Ayuntamiento de Pamplona, a través de un sistema proporcional (método d'Hondt), con listas cerradas y un umbral electoral del 5 %.

## Resultados
Los resultados completos correspondientes al escrutinio definitivo se detallan a continuación:
| Candidatura                           | Candidatura                           | Votos   | %                               | Escaños                         |
| ------------------------------------- | ------------------------------------- | ------- | ------------------------------- | ------------------------------- |
|                                       | Unión del Pueblo Navarro              | 46 640  | 42,86                           | 13                              |
|                                       | Nafarroa Bai                          | 28 581  | 26,26                           | 8                               |
|                                       | Partido Socialista de Navarra-PSOE    | 16 578  | 15,23                           | 4                               |
|                                       | Acción Nacionalista Vasca             | 7187    | 6,60                            | 2                               |
| Izquierda Unida de Navarra            | Izquierda Unida de Navarra            | 4504    | 4,14                            | 0                               |
| Convergencia de Demócratas de Navarra | Convergencia de Demócratas de Navarra | 3844    | 3,53                            | 0                               |
| Partido Humanista                     | Partido Humanista                     | 279     | 0,26                            | 0                               |
| Partido Carlista                      | Partido Carlista                      | 138     | 0,13                            | 0                               |
| Votos en blanco                       | Votos en blanco                       | 1081    | 0,99                            | n/a                             |
| Votos válidos                         | Votos válidos                         | 108 832 | 99,61                           | 27                              |
| Votos nulos                           | Votos nulos                           | 421     | Participación: \| \| 71,98 % \| | Participación: \| \| 71,98 % \| |
| Votantes                              | Votantes                              | 109 253 | Participación: \| \| 71,98 % \| | Participación: \| \| 71,98 % \| |
| Electores                             | Electores                             | 151 784 | Participación: \| \| 71,98 % \| | Participación: \| \| 71,98 % \| |
|                                       | 71,98 %                               |         |                                 |                                 |